# Maxwell Karger
Maxwell Karger, nato Frederick Maxwell Karger (Cincinnati, 1879 – Indiana, 1922), è stato un produttore cinematografico e regista statunitense.

## Biografia
Sposato ad Ann Conley, una delle Ann & Effie Conley Sisters, popolare coppia del teatro di rivista, fu uno dei fondatori e general manager della Metro Pictures prima che la compagnia si trasferisse in California, dove si sarebbe fusa con quelle di Samuel Goldwyn e di Louis B. Mayer, dando vita alla MGM Pictures.
Maxwell Karger morì il 5 maggio 1922 per un attacco di cuore mentre si trovava a bordo di un treno sul tratto che andava da New York a Fort Wayne, nell'Indiana. Suo figlio Fred Karger (1916-1979), diventato compositore, lavorò per la Columbia Pictures.

## Filmografia

### Supervisore (parziale)
- Romeo and Juliet, regia di John W. Noble (1916)
- A Sleeping Memory, regia di George D. Baker (1917)
- The Adopted Son, regia di Charles Brabin (1917)
- Outwitted, regia di George D. Baker (1917)
- Alias Mrs. Jessop, regia di William S. Davis (Will S. Davis) (1917)
- L'ambiziosa (An American Widow), regia di Frank Reicher (1917)
- Daybreak, regia di Albert Capellani (1918)
- Her Boy , regia di George Irving (1918)
- Under Suspicion, regia di Will S. Davis (1918)
- Rivelazione (Revelation), regia di George D. Baker (1918)
- The Brass Check, regia di William S. Davis (Will S. Davis) (1918)
- With Neatness and Dispatch, regia di William S. Davis (Will S. Davis) (1918)
- Toys of Fate o Tales of Fate, regia di George D. Baker (1918)
- The Winning of Beatrice, regia di Harry L. Franklin (1918)
- Flower of the Dusk, regia di John H. Collins  (1918)
- Opportunity, regia di John H. Collins (1918)
- The Shell Game, regia di George D. Baker (1918)
- L'occidente (Eye for Eye), regia di Albert Capellani, Alla Nazimova (1918)
- The Divorcee, regia di Herbert Blaché (1919)
- Peggy Does Her Darndest, regia di George D. Baker (1919)
- Blind Man's Eyes, regia di John Ince (1919)
- Almost Married , regia di Charles Swickard (1919)
- One-Thing-At-a-Time O'Day, regia di John Ince (1919)
- The Microbe, regia di Henry Otto (1919)
- Lombardi, Ltd., regia di Jack Conway (1919)
- La lotta per un tesoro (The Best of Luck), regia di Ray C. Smallwood (1920)
- The Cheater, regia di Henry Otto (1920)
- Dangerous to Men, regia di William C. Dowlan (1920)
- The Misleading Lady, regia di George Irving e George Terwilliger (1920)
- Fine Feathers, regia di Fred Sittenham (1921)

### Produttore (parziale)
- Red, White and Blue Blood, regia di Charles Brabin (1917)
- The Shell Game, regia di George D. Baker (1918)
- Social Hypocrites, regia di Albert Capellani (1918)
- Pay Day, regia di Mrs. Sidney Drew e Sidney Drew (1918)
- Social Quicksands
- A Man's World, regia di Herbert Blaché (1918)
- To Hell with the Kaiser!
- Opportunity
- A Pair of Cupids
- The House of Mith, regia di Albert Capellani (1918)
- Flower of the Dusk
- Our Mrs. McChesney, regia di Ralph Ince (1918)
- Out of the Fog, regia di Albert Capellani (1919)
- Blackie's Redemption, regia di John Ince (1919)
- The Brat, regia di Herbert Blaché (1919)
- Alias Jimmy Valentine, regia di Edmund Mortimer e Arthur Ripley (1920) - supervisore
- Puppets of Fate, regia di Dallas M. Fitzgerald - supervisore (1921)
- The Hole in the Wall, regia di Maxwell Karger (1921)

### Regista
- A Message from Mars (1921)
- The Man Who (1921)
- A Trip to Paradise (1921)
- The Hole in the Wall (1921)
- The Idle Rich (1921)
- The Golden Gift (1922)
- Kisses (1922)
- Hate (1922)